# Puente del Milenio (Orense)
A Ponte do Milenio, es uno de los seis puentes sobre el río Miño de la ciudad de Orense (Galicia, España), situado entre el puente medieval y el puente de la N-525.
Fue diseñado por el arquitecto Álvaro Varela de Ugarte, de la Escuela Técnica Superior de Arquitectura de Madrid,
y destaca por la pasarela peatonal que envuelve todo el puente, a modo de anillo, elevándose hasta 22 metros por encima y descendiendo por los laterales.